# Runaway (película norcoreana de 1984)
Runaway (en coreano: 탈출기) es una película melodramática norcoreana dirigida por Shin Sang-ok y lanzada al público en 1984. Fue la segunda película de Shin en Corea del Norte después de que él y su esposa Choi Eun-hee fueran secuestrados allí. La película está protagonizada por Choe Sang-soo como protagonista y Choi como su esposa.
La película se basa en un relato corto del mismo nombre ambientado en los años 20 y escrito por Chae Seo-hae. El protagonista, Song Ryul, tiene que volver al campo para ver a su padre enfermo. Después de que su primo conspire con los ocupantes japoneses para vender su cosecha, Song Ryul se ve obligado a emigrar a Kando (Jiandao) en Manchuria. Su familia se enfrenta allí a numerosas adversidades y, tras una disputa con un farmacéutico local, es encarcelado. La prisión es asaltada por Kim Il-sung y sus guerrilleros, que liberan a los reclusos, quienes se vengan de los japoneses volando un ferrocarril.
Un tren real se llenó de explosivos y explotó para el final después de que Shin pidiera uno en broma. Shin consideraba la escena como la cima de su carrera, y se convirtió en algo memorable en la historia del cine norcoreano. Shin tuvo que equilibrar sus deseos artísticos con los objetivos propagandísticos de Corea del Norte. El resultado es muy parecido a otras películas norcoreanas, pero también recuerda a las anteriores películas de Shin que había hecho para impresionar al presidente surcoreano Park Chung-hee en la década de 1960.

## Trama

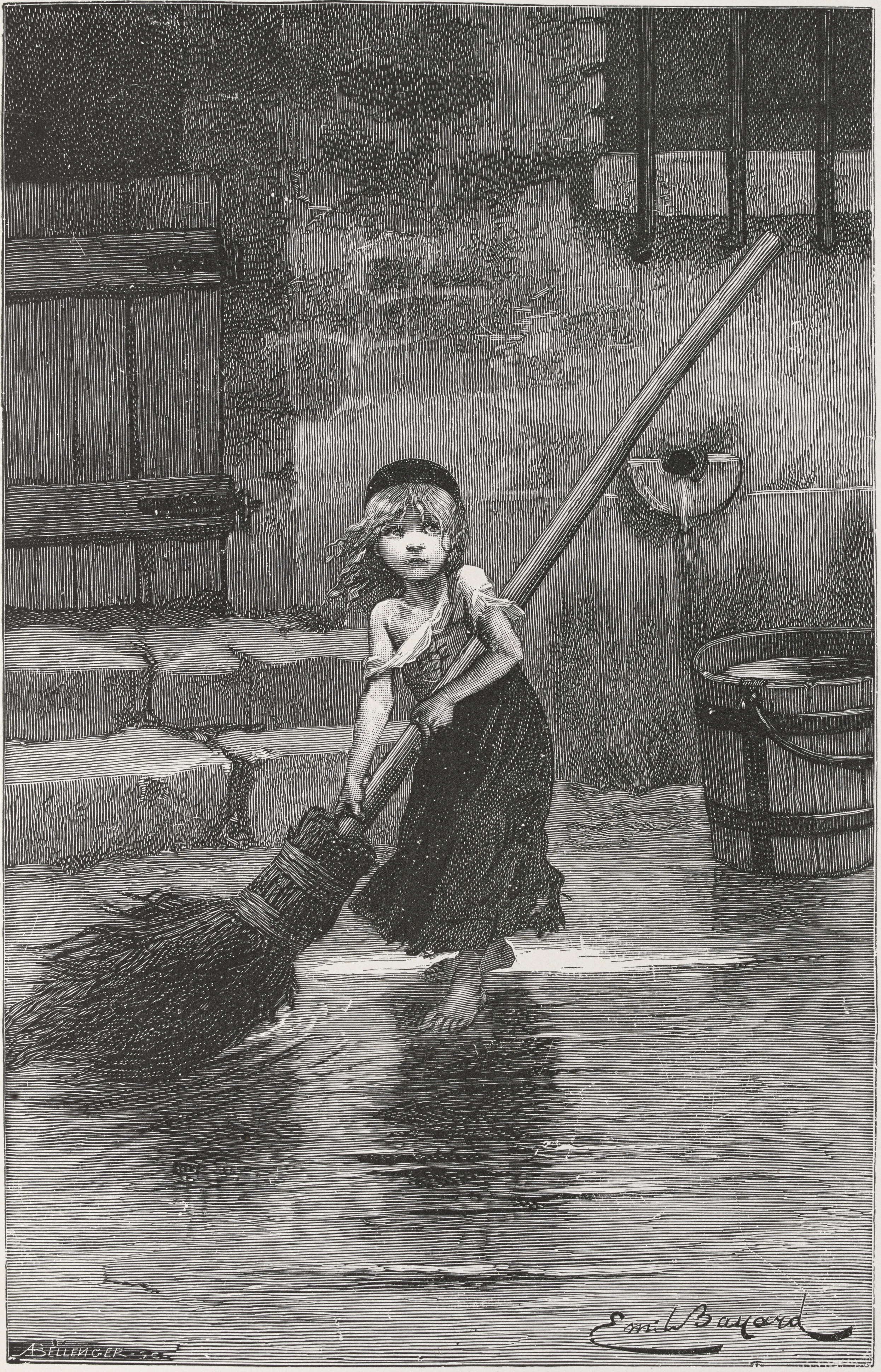
Runaway comienza con una cita de Les Misérables: "Mientras la ignorancia y la misera permanezcan en la Tierra, libros como éste no pueden ser inútiles..."

Runaway se basa en un cuento del mismo nombre escrito por Chae Seo-hae en 1924.
La película comienza con una cita de Los Miserables de Victor Hugo: "Mientras la ignorancia y la miseria permanezcan en la Tierra, libros como éste no pueden ser inútiles...". El comienzo era muy poco ortodoxo para una película norcoreana, ya que las obras culturales norcoreanas habitualmente sólo hacían referencia a textos escritos por el líder Kim Il-sung, y desde luego no de extranjeros. En la película se ven imágenes de París y Tokio.
La película está ambientada en la década de 1920 en Corea bajo la ocupación japonesa. Song Ryul (interpretado por Choe Sang-soo) es un campesino que estudia en Seúl cuando recibe la noticia de que su padre está enfermo y tiene que volver al campo. Su primo, más rico, le regala una parcela para que la cultive. Song, su mujer (interpretada por Choi Eun-hee) y sus padres se ocupan de la tierra, pero justo antes de la cosecha el primo vende la tierra y su cultivo a los japoneses. El padre de Song manifiesta su oposición, pero es asesinado por la policía. Song y su familia se arruinan y tienen que trasladarse a Kando (Jiandao), en Manchuria. La zona tiene fama de ser un territorio sin ley. La vida de la familia de Song allí es un "catálogo adormecedor de sus dificultades": ser robados, explotados y engañados. La madre de Song es atacada por una jauría de perros rabiosos propiedad de un empresario en "una escena horrible", y tiene que comprar medicinas. El farmacéutico local, sin embargo, se niega a venderlo si no se le paga inmediatamente. Song se enfurece y destroza la farmacia con un hacha y le prende fuego. Es arrestado y enviado a prisión en tren. Sin embargo, la prisión es atacada por Kim Il-sung y sus guerrilleros, que liberan a los presos. Song se une a ellos en su lucha contra los ocupantes japoneses. Participa en una operación para volar las vías del tren en el que fue transportado a la prisión y un tren del ejército japonés.

## Producción
El clímax de la película es un tren que explota y descarrila. Shin no supo cómo rodar la escena ni con maquetas ni con otros efectos especiales, así que preguntó en broma si Kim Jong-il podía proporcionarle un tren de verdad. Para sorpresa de Shin, su petición fue atendida sin demora. La escena se rodó con un tren real cargado de explosivos. Para Shin, esto significaba que no había margen de error, ya que la escena no podía volver a rodarse. El rodaje fue un éxito, y el resultado es "una de las imágenes icónicas del cine norcoreano". El propio Shin lo calificó posteriormente como el punto álgido de toda su carrera, admitiendo que un espectáculo así "sólo es posible en Corea del Norte". En general, también consideraba la película como la mejor de sus películas realizadas en Corea del Norte, una afirmación que hacía a menudo. De su novedad, dijo: "Introduje palabras como 'amor' en el cine norcoreano".
La película utiliza técnicas visuales como el fotograma congelado a cámara lenta. La escena en la que Song Ryul destroza la farmacia local se rodó a cámara lenta y la película termina con el plano del tren que explota congelado mientras empiezan a rodar los créditos. La escena final también contiene una voz en off que explica la repentina conversión de Song al comunismo. Runaway fue la segunda película norcoreana de Shin, realizada después de haber completado An Emissary of No Return, también en 1984. La siguiente película de Shin realizada en el Norte sería Salt, también ambientada en Kando durante la lucha antijaponesa.

## Banda sonora
La banda sonora de Runaway incluye versiones de canciones de ABBA. Tras el estreno de la película, los jóvenes norcoreanos adoptaron estas canciones y organizaron fiestas ilegales.

## Recepción
Por un lado, Runaway se ajusta bien al "estándar realista socialista juche" del cine norcoreano. El conflicto de los ricos y los pobres que sirve de telón de fondo de la historia, en particular, es arquetípico. El propio Shin consideraba el cuento original como "un punto de origen" del comunismo en Corea, aunque en general la relación con la literatura de esa época y la ideología oficial de Corea del Norte es "como mucho problemática". Por otra parte, Runaway conserva muchas características de las primeras películas de melodrama de Shin realizadas en la década de 1960, cuando aún estaba en Corea del Sur, y que sirvieron para impresionar al presidente del país, Park Chung-hee. De hecho, tanto el cine norcoreano como el surcoreano compartían una preocupación por el realismo en aquella época, y en ambos contextos políticos un régimen autoritario estaba ávido de éxitos en las artes cinematográficas. Por ello, según Steven Chung, en Runaway se aprecia una "tensión entre el placer cinematográfico y la edificación política". El resultado es una película dramática nacionalista "en el molde propagandístico habitual".
Leonid Petrov la califica de "la mejor película de Shin". La actuación de Choi Eun-hee, en particular, es muy sólida en el poderoso papel secundario de la esposa de Song Ryul. El propio Kim Il-sung alabó la película por su poderoso drama.
Desde el punto de vista temático, Runaway se asemeja mucho a las películas clásicas de Corea del Norte, como La Chica de las Flores y Mar de Sangre: es propaganda, pero al modo clásico de retratar las luchas de la gente corriente en lugar de atribuir todo lo bueno a las hazañas de Kim Il-sung. Shin recibió el premio al mejor director en un festival de cine en Praga en 1984.
En 2001, se celebró una retrospectiva de la filmografía de Shin en el Festival Internacional de Cine de Busan. La proyección iba a incluir inicialmente dos de sus películas realizadas en Corea del Norte: Runaway y Salt. Sin embargo, un fiscal de Corea del Sur prohibió la proyección justo un día antes de que Runaway fuera a ser mostrada a los invitados, basándose en la Ley de Seguridad Nacional. Esto obligó a los organizadores a proyectar la película como una proyección privada en lugar de su intención original de dejar que la viera el público en general.